# 식스 네이션스

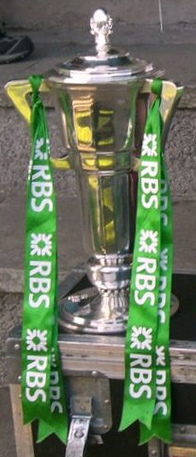

식스 네이션스 챔피언십(Six Nations Championship, RBS 6 Nations)은 잉글랜드, 스코틀랜드, 웨일스, 아일랜드, 이탈리아, 프랑스의 정기 럭비 유니온 국가 대항전이다.
1883년 홈 네이션스로 시작한 후 1910년 파이브 네이션스를 거쳐서 2000년부터 식스 네이션스가 승계하고 있다.

## 팀
| 팀         | 경기장              | 수용인원                     |
| ---------- | ------------------- | ---------------------------- |
| 잉글랜드   | 트위크넘 경기장     | 82,000                       |
| 프랑스     | 스타드 드 프랑스    | 81,338                       |
| 웨일스     | 밀레니엄 스타디움   | 74,500                       |
| 스코틀랜드 | 머레이필드 스타디움 | 67,130                       |
| 아일랜드   | 아비바 스타디움     | 51,700                       |
| 이탈리아   | 스타디오 플라미니오 | 32,000(42,000으로 확장 예정) |

## 우승

### 홈 네이션스
| 1883 | 잉글랜드 (트리플 크라운)   |
| 1884 | 잉글랜드 (트리플 크라운)   |
| 1885 | 잉글랜드                   |
| 1886 | 잉글랜드 & 스코틀랜드      |
| 1887 | 스코틀랜드                 |
| 1888 | 아일랜드                   |
| 1889 | 스코틀랜드                 |
| 1890 | 잉글랜드 & 스코틀랜드      |
| 1891 | 스코틀랜드                 |
| 1892 | 잉글랜드 (트리플 크라운)   |
| 1893 | 웨일스 (트리플 크라운)     |
| 1894 | 아일랜드 (트리플 크라운)   |
| 1895 | 스코틀랜드 (트리플 크라운) |
| 1896 | 아일랜드                   |
| 1897 | 미정                       |
| 1898 | 미정                       |
| 1899 | 아일랜드 (트리플 크라운)   |
| 1900 | 웨일스 (트리플 크라운)     |
| 1901 | 스코틀랜드 (트리플 크라운) |
| 1902 | 웨일스 (트리플 크라운)     |
| 1903 | 스코틀랜드 (트리플 크라운) |
| 1904 | 스코틀랜드                 |
| 1905 | 웨일스 (트리플 크라운)     |
| 1906 | & 웨일스 & 아일랜드        |
| 1907 | 스코틀랜드 (트리플 크라운) |
| 1908 | (그랜드 슬램)              |
| 1909 | (그랜드 슬램)              |

## 같이 보기
- 더 럭비 챔피언십
- 브리티시 홈 챔피언십